# Pandelis Ektoros
Pandelis Ektoros (griechisch Παντελής Εκτόρος; * 1880 in Izmir; † 1926 in Athen) war ein griechischer Geher, Sprinter und Mittelstreckenläufer.
Bei den Olympischen Zwischenspielen 1906 in Athen wurde er Vierter im 3000-Meter-Gehen. Über 100, 400 und 800 Meter schied er im Vorlauf aus.